# Reettakaisa Sofia Salo
Reettakaisa Sofia Salo (* 1984 in Salo) ist eine finnische evangelische Theologin und arbeitet als Professorin an der Friedrich-Alexander-Universität Erlangen-Nürnberg (FAU).

## Leben und Wirken
Reettakaisa Sofia Salo legte 2002 an der Puolalanmäen Iukio in Turku, Finnland das Abitur ab und studierte von 2003 bis 2008 evangelische Theologie an der Universität Åbo Akademi in Turku und an der Westfälische Wilhelms-Universität Münster. Dort absolvierte sie von 2007 bis 2013 den Masterstudiengang „Antike Kulturen des östlichen Mittelmeerraums“. Nach der Promotion im Jahr 2017 zur Dr. theol. durch die Evangelisch-Theologische Fakultät der Uni Münster war sie von 2019 bis 2024 wissenschaftliche Mitarbeiterin am Seminar für Altes Testament der Theologischen Fakultät der Georg-August-Universität Göttingen bei  Reinhard Müller. Nach ihrer Habilitation 2023 dortselbst (venia legendi: Altes Testament) arbeitete sie bis März 2024 als Gastprofessorin an der Theologischen Fakultät der Humboldt-Universität Berlin.
Seit  Oktober 2024 ist sie Professorin für Altes Testament an der FAU Erlangen-Nürnberg, Lehrstuhl für Altes Testament II (Theologie).
Ihre Forschungsschwerpunkte sind Ezechiel, Gotteserkenntnis, Pentateuch, Textgeschichte, Ugarit und Verbindungen zwischen Israel/ Juda und den weiteren altorientalischen Kulturen.

## Schriften (Auswahl)
- Die judäische Königsideologie im Kontext der Nachbarkulturen. Untersuchungen zu den Königspsalmen 2, 18, 20, 21, 45 und 72. Tübingen 2017, ISBN 3-16-155338-1.
- mit Reinhard Müller und Hans Neumann (Hg.): Rituale und Magie in Ugarit. Praxis, Kontexte und Bedeutung. Göttingen 2022, ISBN 3-16-156724-2.
- mit Antje Roggenkamp und Traugott Roser (Hg.): Gebotene Wirklichkeiten? Konstruktion und Dekonstruktion zwischenmenschlicher Beziehungen in religiösen Diskursen. Göttingen 2023, ISBN 3-525-50700-3.